# Nukleosyntes

Kärnreaktioner som omedelbart efter Big Bang gav upphov till de lättaste grundämnena.

Nukleosyntes är fysikaliska processer där nya atomkärnor bildas ur tidigare existerande nukleoner (protoner och neutroner). De första lätta isotoperna uppstod vid Big Bang, långt innan det fanns stjärnor. 
Övriga grundämnen bildas genom kärnreaktioner i stjärnor vid olika tillfällen under deras livscykel.

## Typer av nukleosyntes

Halten av olika grundämnen i solsystemet.

Periodiska systemet som visar ursprunget för varje grundämne. Grundämnen från kol upp till svavel kan bildas i små stjärnor av alfaprocessen. Grundämnen bortom järn bildas i stora stjärnor med långsam neutroninfångning (s-processen), följt av expulsion till rymden i gasutkastningar (se planetariska nebulosor). Grundämnen tyngre än järn kan bildas i supernovor efter r-processen, som innebär en tät explosion av neutroner och snabb infångning av grundämnet.

Man brukar skilja på fyra olika kända processer av kärnsyntes.
1. De första nukleonerna, protoner och neutroner, uppstod i samband med Big Bang, då temperaturen (energitätheten) hade sjunkit till omkring 10 miljoner K. I loppet av de första tre minuterna skapades de enklaste atomkärnorna. Strax efter Big Bang kom på så sätt vanlig (materia i universum att bestå av cirka 24 % helium, 76 % väte (efter vikt) och mindre mängd av andra isotoper som deuterium, helium-3 och litium-7.
2. Nukleosyntes av lättare atomkärnor försiggår huvudsakligen i stjärnor genom proton-protonkedjan, trippel-alfa-processen och CNO-cykeln. Vid sådana kärnreaktioner uppstår grundämnen som kol, syre, kisel upp till och med järn.
3. Tyngre grundämnen än järn skapas främst vid supernovaexplosioner, eftersom de inte kan uppstå vid termodynamisk jämvikt. Stjärnor som har mer än fyra gånger solens massa har stadigt producerat tyngre atomer, men kommer, när kärnbränslet för fusionen tagit slut, att explodera som en supernova. I den sista fasen, när stjärnans kärna imploderar uppstår intensiv strålning, som kan producera de allra tyngsta atomkärnorna. Dessa atomer sprids sedan ut när stjärnan exploderar och blir en del av det interstellära mediet som nya stjärnor och planetsystem bildas ur.
4. En fjärde process är så kallad spallation av kosmisk strålning.

På dessa sätt har universums massa i dag blivit fördelad på 74 % väte, 24 % helium, 1 % syre, 0,5 % kol och 0,5 % andra grundämnen. Solen är en relativt ung tredje generationens stjärna med så kallad metallicitet på ca 1,6. Detta är en förutsättning för att planeter som jorden ska kunna bildas. Solsystemets planeter har ju ett högt innehåll av andra ämnen än väte och helium.